# Bảo tàng Tổng hợp tỉnh Bình Định
Bảo tàng Tổng hợp Bình Định nằm tại số 26 Nguyễn Huệ, thành phố Quy Nhơn, là nơi trưng bày trên 1.000 tài liệu, hiện vật đem đến cho du khách cái nhìn vừa khái quát, vừa cụ thể về đất nước, con người Bình Định qua các thời kỳ lịch sử từ những thế kỷ đầu Công nguyên cho đến thời đại Hồ Chí Minh, nổi bật là các hiện vật về nền văn hóa Chămpa.
Bảo tàng Tổng hợp tỉnh Bình Định chính là nguồn cơ sở khoa học và lịch sử, văn hóa quý báu và có tác động to lớn để tác động đến sự phát triển, giáo dục văn hóa truyền thống của tỉnh. Bên cạnh đó, Bảo tàng Tổng hợp tỉnh Bình Định còn đóng vai trò quan trọng với việc gìn giữ và bảo tồn các di cổ vật liên quan đến các giai đoạn hình thành và phát triển của Bình Định.

## Lịch sử và hiện trạng
Bảo tàng được xây dựng từ năm 1980, với diện tích 3.960m2 được phân làm 3 khu chính: khu trưng bày có diện tích 2.000 m2, khối hành chính và khối lưu niệm.
Khu trưng bày gồm 2 phần chính là trưng bày cố định và trưng bày các chuyên đề, trưng bày khuôn viên bên ngoài sân xen kẽ sân vườn.
Khu trưng bày trong nhà gồm 5 gian với 5 chủ đề chính: phòng "Đất nước con người" với 241 hiện vật, phòng "kháng chiến chống Pháp" với 122 hiện vật, phòng "kháng chiến chống Mỹ" với 233 hiện vật, phòng "văn hóa Chăm" 173 hiện vật, phòng "Bác Hồ với Bình Định - Bình Định với Bác Hồ" 185 hiện vật.
Ngoài các gian trưng bày trong nhà, các hiện vật trưng bày bên ngoài khuôn viên, sân vườn đã tạo nên điểm ấn tượng và thu hút khi du khách tham quan Bảo tàng Tổng hợp. Với lối thiết kế không gian mở, không đi vào các chủ đề hay hiện vật cụ thể, rõ ràng mà chỉ là những mảng điểm gợi ý về các loại hình kiến trúc, điêu khắc mỹ thuật của Bình Định tiêu biểu như các tác phẩm về điêu khắc Chămpa lớn, tượng danh nhân Bình Định, tượng mỹ thuật hiện đại, các trò chơi dân gian, làng nghề truyền thống, tín ngưỡng cổ truyền... sẽ giúp du khách có những cái nhìn tổng quan về văn hóa Bình Định.